# Romea
Romea je žensko osebno ime.

## Izvor imena
Ime Romea je ženska oblika moškega osebnega imena Romeo.

## Pogostost imena
Po podatkih Statističnega urada Republike Slovenije je bilo na dan 31. decembra 2007 v Sloveniji število ženskih oseb z imenom Romea: 8.

## Osebni praznik
Osebe z imenom Romea lahko praznujejo god takrat kot osebe z imenom Romeo.